# Bucculatrix frangutella
Bucculatrix frangutella — вид лускокрилих комах родини кривовусих крихіток-молей (Bucculatricidae).

## Поширення
Вид поширений по всій Європі, крім Балканського півострова.

## Опис
Розмах крил 7-8 мм.

## Спосіб життя
Метелики літають у червні-липні. Личинки живляться листям обліпихи та крушини. Гусениці раннього віку мінують листя. Утворюють вузькі спіральні міни, які майже повністю заповнені фіолетовою масою. Останні 1-2 см личинкового ходу прямі.. Личинки старшого віку поїдають листя ззовні. Зимує на стадії лялечки у сіро-коричневому смугастому коконі.